# غولاب كابيتال
غولاب كابيتال (بالإنجليزية: Golub Capital)‏ هي شركة إدارة أصول ائتمانية مقرها في الولايات المتحدة برأس مال يزيد عن 40 مليار دولار تحت الإدارة. لدى الشركة خطوط أعمال أساسية في إقراض الشركات المتوسطة، والإقراض في المراحل المتأخرة، والقروض المشتركة.

## تاريخ
تأسست شركة غولاب كابيتال في مدينة نيويورك عام 1994 على يد لورانس غولوب. والذي كانقد عمل سابقًا في شركات مثل فاسيرستاين بيريلا وبانكرزت راست، كما كان زميلاً لدى البيت الأبيض. عملت الشركة في البداية برأس مال 20 مليون دولار تحت الإدارة.
بحلول عام 2000، كان لدى الشركة ما بين 8 و 10 موظفين وصندوق استثمار بقيمة بضع مئات من ملايين الدولارات.

## وصلات خارجية
- الموقع الرسمي